# Friderich Adolph Schleppegrell

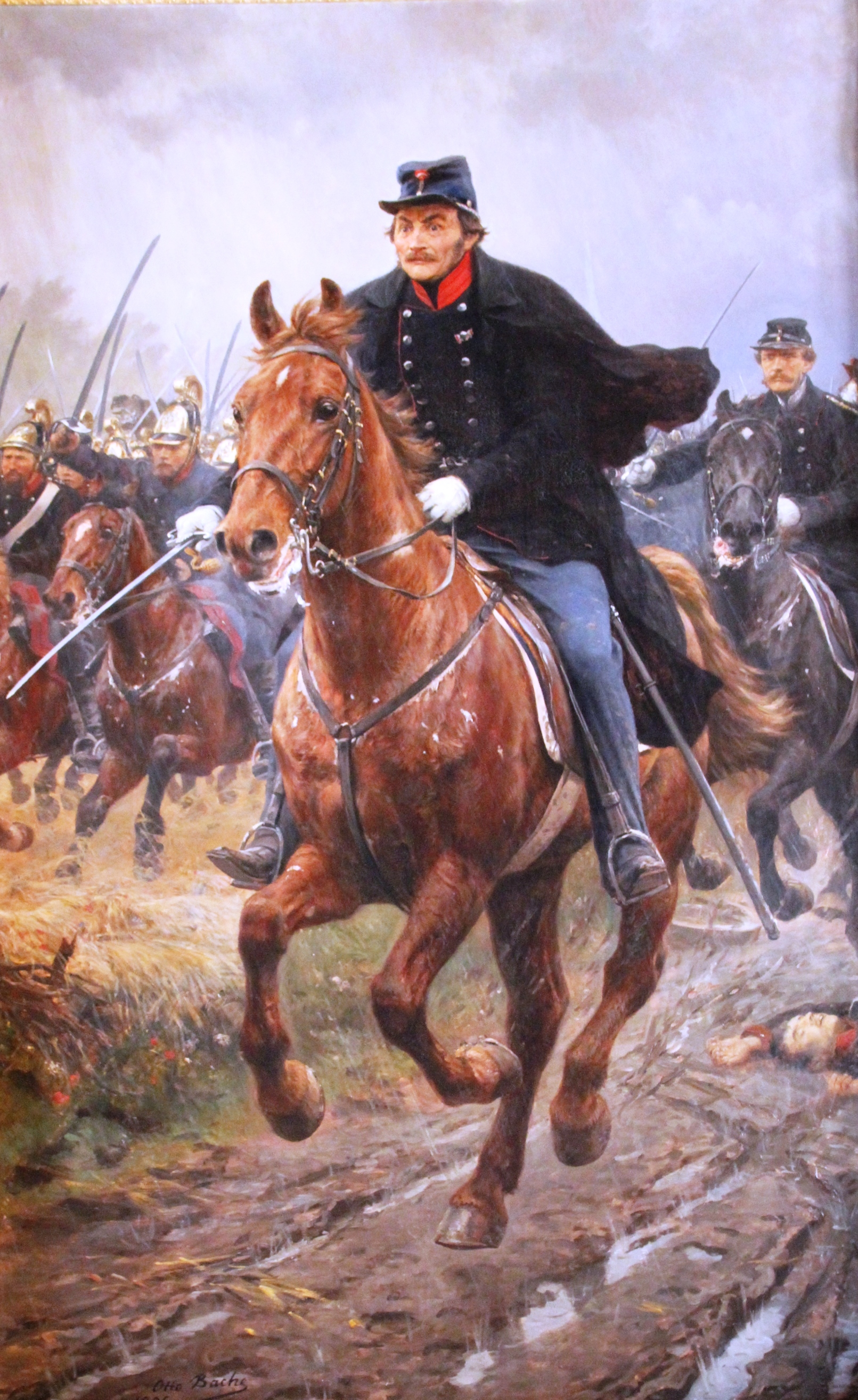
F.A. Schleppegrell vid Isted efter Otto Baches målning.

Friderich Adolph (eller Frederik Adolf) von Schleppegrell, född den 28 juni 1792 i Norge, död den 26 juli 1850, var en norsk-dansk general, av uradlig lüneburgsk släkt.

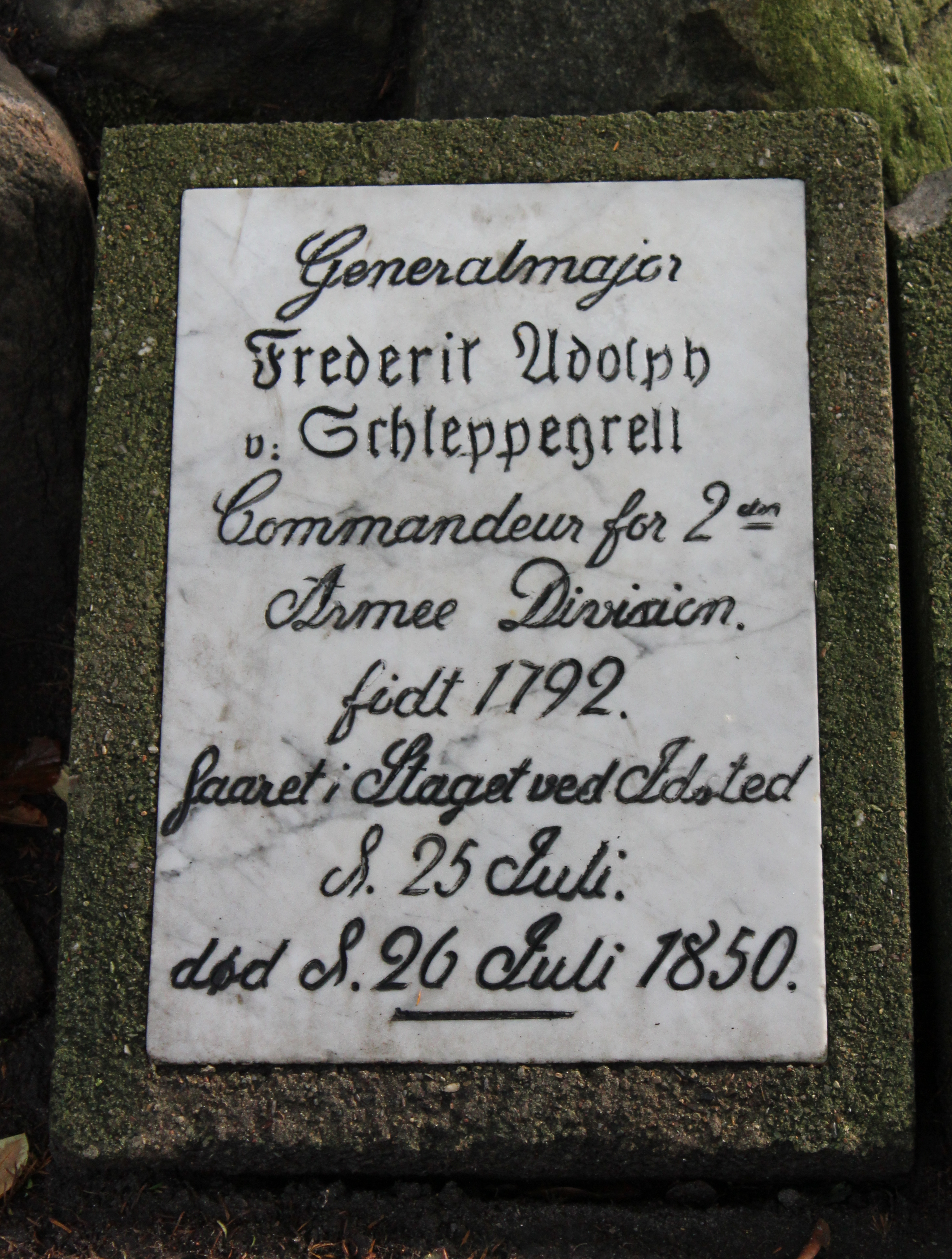
Schleppegrells gravsten.

Schleppegrell blev 1807 löjtnant vid sin faders norska regemente samt kämpade 1808 och 1814 emot svenskarna. Han ville inte avlägga ed till Karl XIII, utan gick tillsammans med sina vänner Helgesen och Rye 1815 i preussisk tjänst under fälttåget mot Napoleon I.
År 1816 gick han in vid danska hären, avancerade 1839 till bataljonschef, visade stor iver för soldaternas utbildning samt vann deras fulla tillit och hängivenhet. År 1848 fick Schleppegrell som överste en brigad och anförde den på ett utmärkt sätt i nästan alla större slag i Slesvig-holsteinska kriget åren 1848-1849.
Det var han, som först talade för att utfallet från Fredericia den 6 juli 1849 skulle företas av hela armén. År 1850 erhöll han befälet över den ena divisionen i slaget vid Isted, men då han i sin otålighet öppnade striden för tidigt, framkallades därigenom stor förvirring.
Det såg ut, som om slaget skulle sluta med en allvarlig motgång för danska hären. För att återvinna en kanon, som tycktes förlorad, gjorde han med en liten rytteritrupp en chock mot fienden, men föll själv svårt sårad och dog dagen därpå. Schleppegrells staty restes 1892 i Aalborg.

## Utmärkelser
- Riddare av Dannebrogorden,  1840[2]
- Kommendör av Dannebrogorden,  1848[2]

[Redigera Wikidata]